# Аксаков, Леонтий Иванович
Лео́нтий Ива́нович Акса́ков (Оксаков; ум. ок. 1600) — русский воевода из рода Аксаковых, старший из четырёх сыновей внука Иван Фёдоровича Оксака — Ивана Александровича Оксакова.
В июле 1581 года Аксаков воевода сторожевого полка, с которым был послан в пригород Пскова, Воронач; участвовал в обороне Пскова.
В 1582 году под его руководством были проведены писцовые работы в Шелонской пятине Новгородского уезда, в 1583 году — в Софийской и Торговой сторонах Великого Новгорода, в 1584 году (материалы не сохранились) — в Заонежских погостах Обонежской пятины.
В 1584—1585 годах — воевода в Брянске.
В 1587 году «после госпожина дни» наместник и воевода в Рыльске (Псковская земля), служил там и в 1588 году.
Согласно «Славянской энциклопедии», «в октябре 1589 года — воевода в Белёве, после чего был отправлен в Орёл».
Зимой 1589—1590 года участвовал в царском походе к Нарве в должности есаула «в государеве полку», после чего был воеводой в 1590—1592 годах был воеводой в Ям-городе.
В июле 1592 года «по свейским вестем» ходил «в большом же полку ис Тесова» в ливонские земли.
С июля 1593 года — второй воевода в Пскове, а в 1594—1597 годах — первый воевода в Нижнем Новгороде. В 1598 году подписался под соборной грамотой об избрании царём Бориса Годунова.
В 1600 году послан в Смоленск, назначен быть на государевой службе в Смоленске «у городового дела».
Имеются сведения, что в 1586 году вместе с братом Юрием Ивановичем Аксаковым владел родовой вотчиной — селом Аксаково-Прокофьево на реке Уче в Московском уезде.